# 2022 LF16
2022 LF16 est un objet transneptunien encore mal connu, faisant partie des cubewanos, découvert en 2022.

## Caractéristiques
Le diamètre de 2022 LF16 est estimé à environ 200 kilometres